# Bundesplatz (Bern)

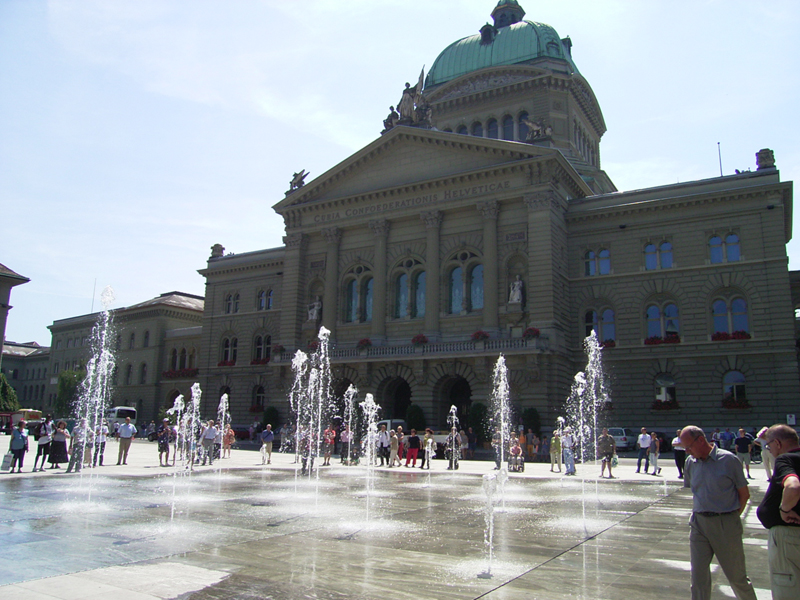
Bundesplatz met het Bundeshaus in Bern

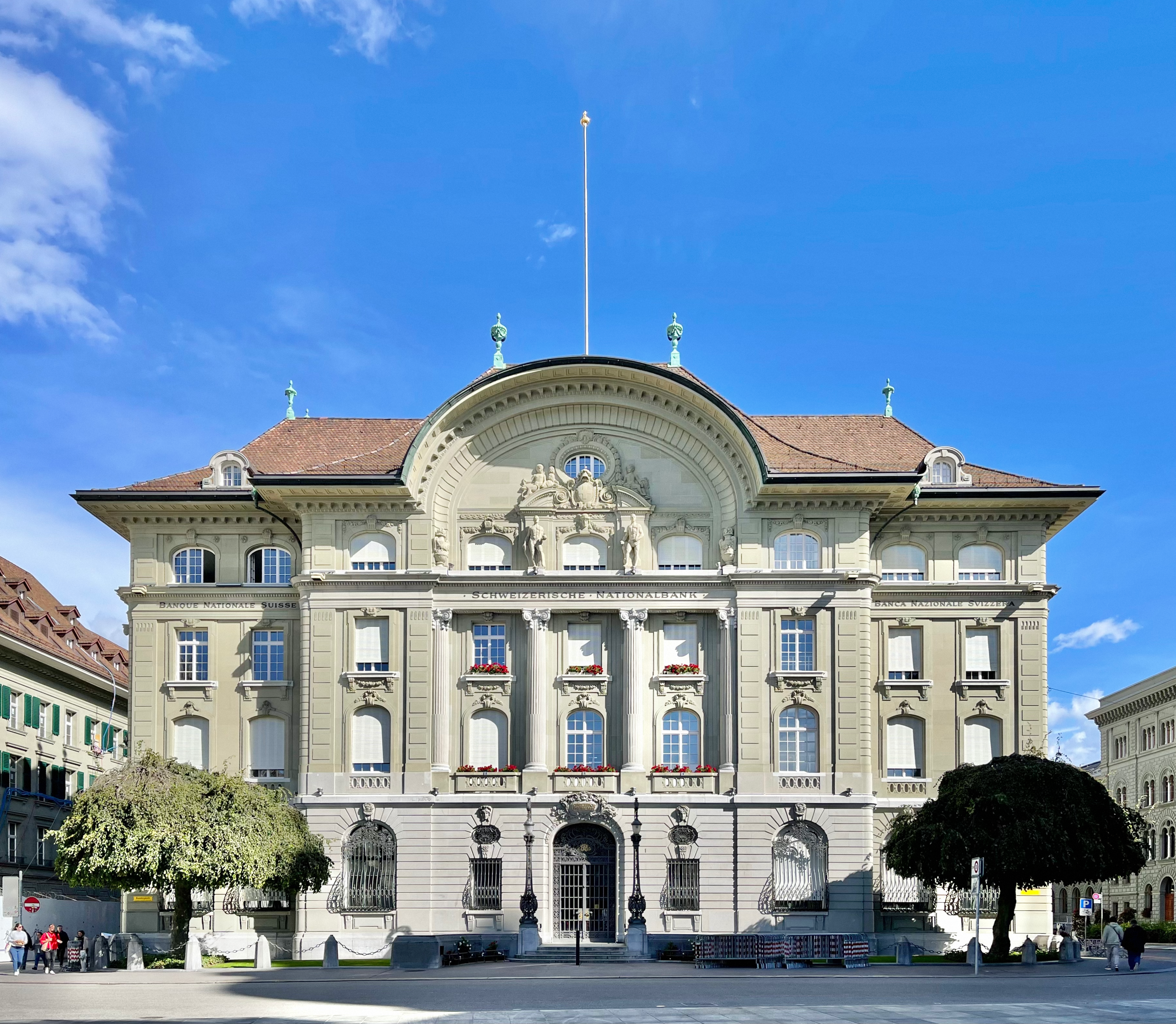
Nationale Bank

De Bundesplatz is een plein in de Zwitserse bondsstad (de facto hoofdstad) Bern, waaraan het Bundeshaus gelegen is, het parlementsgebouw van Bern.
Er bevindt zich onder andere een installatie met 26 fonteinen, die de 26 kantons van Zwitserland voorstellen. Ook vindt hier op zaterdag de weekmarkt plaats.
Aan de zuidzijde staat het gebouw van de federale regering, waar onder meer het parlement is gehuisvest en aan de oostzijde het hoofdkantoor van de Zwitserse Nationale Bank. De westzijde biedt plaats aan het hoofdkantoor van de Berner Kantonalbank. Aan de noordzijde grenst het aan de Bärenplatz en andere bank- en bestuursgebouwen. Dichtbij zijn de Bundesgasse, de Kochergasse, de Amthausgasse en de Schauplatzgasse.

## Geschiedenis
De Bundesplatz ontstond in 1902 gelijk met de bouw van het Parlementsgebouw. Voor de aanleg van het gebouw en het plein liet de architect Hans Wilhelm Auer een casino en huizen afbreken, die het vrije uitzicht op het Parlementsgebouw belemmerden.
Het plein was jarenlang in gebruik als parkeerplaats, hetgeen geen recht deed aan de originele bedoeling van het plein. In 1991 werd daarom een wedstrijd gehouden, waarbij het winnende project „Platz als Platz“ ('plein als plein') in de jaren 2003 en 2004 werd gerealiseerd. Het plein werd op 31 juli/1 augustus 2004 officieel in gebruik genomen.
In 2006 won het project „Platz als Platz“ de „Honor Award for Urban Design“-prijs van het Amerikaanse Institute of Architects.